# Taeniolabididae
Taeniolabididae (лат.) — семейство вымерших млекопитающих из подотряда (клады) Cimolodonta отряда многобугорчатых. Обитали во времена с мелового периода по палеоценовую эпоху (72,2—56,2 млн лет назад) в Северной Америке на территории современных США и Канады.

## Биология
Это были наземные растительноядные животные. У них имелись самозатачивающиеся резцы, подобные резцам современных грызунов. Семейство включало крупнейших известных представителей вымершего отряда многобугорчатых, а также крупнейших из млекопитающих не-териев: масса Taeniolabis taoensis, возможно, превышала 100 кг.

## Классификация
По данным Paleobiology Database, на май 2025 семейство включает 2 рода и 3 вида:
- †Bubodens Wilson, 1987
  - †Bubodens magnus Wilson, 1987
- †Catopsalis Cope, 1882
  - †Catopsalis alexanderi Middleton, 1982
  - †Catopsalis calgariensis Russell, 1926
  - †Catopsalis fissidens Cope, 1884
  - †Catopsalis foliatus Cope, 1882
  - †Catopsalis kakwa Scott, et al. 2018
  - †Catopsalis waddleae Buckley, 1995
- †Kimbetopsalis Williamson et al., 2016
  - †Kimbetopsalis simmonsae Williamson et al., 2016
- †Taeniolabis Cope, 1882
  - †Taeniolabis lamberti Simmons, 1987
  - †Taeniolabis scalper Cope, 1884
  - †Taeniolabis sulcatus Cope, 1882
  - †Taeniolabis taoensis Cope, 1882
- †Valenopsalis Williamson et al., 2016
  - †Valenopsalis joyneri Sloan and Van Valen, 1965